# Unione di Bulgaria e Romania

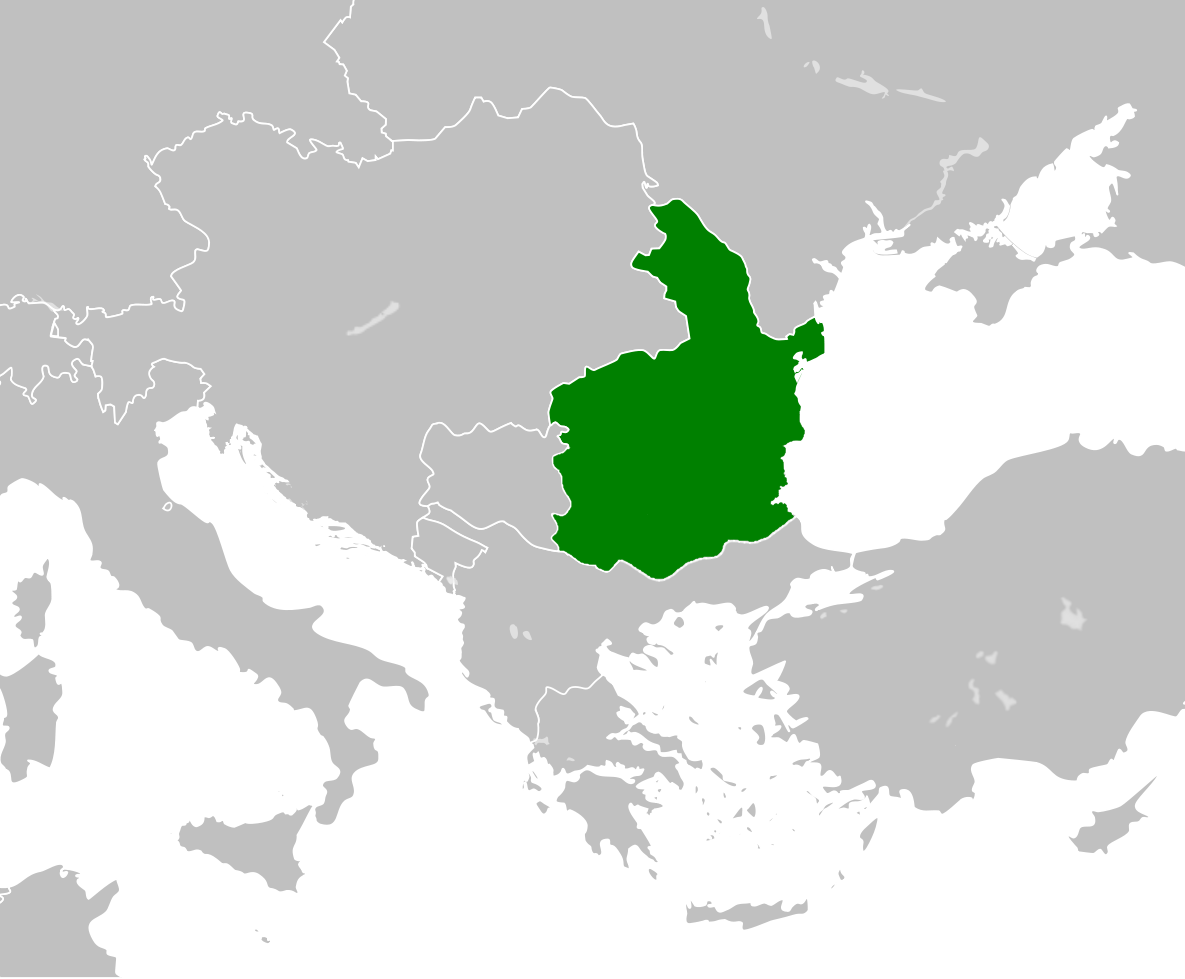
Mappa dell'ipotetica unione tra Bulgaria e Romania (1887)

L'unione di Bulgaria e Romania  (bulgaro: Съюз на България и Румъния, traslitterato: Sǎjúz na Bŭlgarija i Rumŭnija; romeno: Unirea Bulgariei cu România) è stato un progetto del 1886 di unificazione di Bulgaria e Romania in un unico Stato, che si sarebbe realizzata grazie a un'unione personale. L'idea ha avuto un grande supporto iniziale, soprattutto in Bulgaria, tuttavia, alla fine la proposta venne scartata sia a causa delle differenze tra bulgari e rumeni, ma principalmente per l'opposizione delle grandi potenze vicine: l'Austria-Ungheria e in particolare la Russia.

## Contesto storico
Dopo l'unificazione della Rumelia orientale con la Bulgaria, il principe Alessandro di Bulgaria doveva essere soltanto il governatore generale di questa provincia per cinque anni, come stabilito nel trattato siglato con il sultano Abdul Hamid II. Tuttavia, l'insoddisfazione degli ufficiali che parteciparono alla campagna di unificazione, degenerò in seguito alla rivoluzione di Plovdiv del 18 settembre 1885 e portò a un generale malcontento tra il popolo bulgaro. 
Si formò un complotto militare e nella notte del 20 agosto 1886 i cospiratori costrinsero il Principe, nel suo palazzo a Sofia, a firmare l'atto di abdicazione. Lo hanno poi trasportato a Reni e consegnato alle autorità russe, che gli hanno permesso di andare a Lemberg. Ritornò rapidamente in Bulgaria a seguito del successo della controrivoluzione guidata da Stefan Stambolov, che rovesciò il governo provvisorio istituito dal partito filorusso a Sofia, ma la sua posizione rimaneva fortemente instabile. A ciò si aggiunga che Bismarck, in collaborazione con i governi di Russia e Austria, gli proibì di punire i leader della cospirazione militare, minando così ancor di più la posizione di Alessandro. Il quale pubblicò un manifesto di dimissioni e lasciò la Bulgaria l'8 settembre 1886. 
In questo modo il trono bulgaro rimase vacante e vennero designate delle commissioni bulgare per cercare un nuovo principe, che hanno considerato, tra gli altri, la scelta di Carol I di Romania, un'ipotesi che in seguito divenne di interesse nazionale, vista la vicinanza al Regno di Romania e la possibilità di formare uno stato forte dal punto di vista militare. Secondo quanto scritto dal politico e letterato romeno Titu Maiorescu nel suo volume "Istoria politică a României sub domnia lui Carol I" (La storia politica della Romania sotto il regno di Carol), nel giugno 1886 i bulgari (tramite il Principe Alexandru de Battenberg ) chiesero ufficialmente al re Carol I di fondare una Confederazione rumena-bulgaro sotto il suo scettro, sotto forma di una doppia monarchia di tipo austro-ungarico, che sarebbe stata una federazione con due governi separati, ma con un unico comando militare in caso di guerra. L'unione di Romania e Bulgaria, sotto lo scettro di Carol I, fu preparata in dettaglio tra il 1886 e il 1887. La Russia, che vedeva minati i suoi interessi nell'area, ha immediatamente minacciato Romania e Bulgaria con l'occupazione militare, se non avessero rinunciato all'idea della confederazione. Il 15 giugno 1887 Carlo I, dopo aver consultato la Germania e l'Austria-Ungheria, a cui era stato comunicato del possibile intervento militare russo in Romania e Bulgaria, informò lo zar di Russia che non avrebbe accettato la corona della monarchia dualista rumeno-bulgara senza il suo consenso. Poiché questo accordo era impossibile e le grandi potenze disapprovano in quanto non si voleva una nuova guerra europea sulla questione orientale, il progetto di unione fu abbandonato.
Pertanto, il trono fu assegnato al principe Ferdinando di Sassonia-Coburgo-Gotha, in seguito zar di Bulgaria.